# Atletismo nos Jogos Mundiais Militares de 2011 - Revezamento 4x400 m feminino
A competição do revezamento 4x400m feminino nos Jogos Mundiais Militares de 2011 aconteceu nos dia 21 de julho no Estádio Olímpico João Havelange.

## Medalhistas[1]
| Ouro   | BRA Vanda Gomes Christiane Santos Geisa Coutinho Jailma Lima                |
| Prata  | DOM Raisa Sanchez Margarita Manzueta Marlenis Veras Yolanda Valerio         |
| Bronze | SRI Menaka Wickramasinghe Champika Dilrukshi Sva Kusumawathi Rmcs Rasnayake |

## Final[1]
| Pos.              | Atleta                                                                  | País                 | Tempo   | Notas |
| ----------------- | ----------------------------------------------------------------------- | -------------------- | ------- | ----- |
| Medalha de ouro   | Vanda Gomes Christiane Santos Geisa Coutinho Jailma Lima                | Brasil               | 3:32.42 |       |
| Medalha de prata  | Raisa Sanchez Margarita Manzueta Marlenis Veras Yolanda Valerio         | República Dominicana | 3:38.75 |       |
| Medalha de bronze | Menaka Wickramasinghe Champika Dilrukshi Sva Kusumawathi Rmcs Rasnayake | Sri Lanka            | 3:44.32 |       |
| 4                 | Prisciliano Chourio Nancy Garces Letzabet Hidalgo Wilmary Alvarez       | Venezuela            | 3:46.30 |       |
| 5                 | null                                                                    | Cazaquistão          | DNS     |       |
| 6                 | null                                                                    | Quênia               | DNS     |       |